# هازبند کیمل
هازبند ای، کیمل (انگلیسی: Husband E. Kimmel؛ ۲۶ فوریه ۱۸۸۲ – ۱۴ مهٔ ۱۹۶۸) دریابُد (امیر چهارستارهٔ) نیروی دریایی ایالات متحدهٔ آمریکا و فرماندهِ کل قوای ناوگان اقیانوس آرام ایالات متحده در زمان حمله به پرل هاربر بود. او پس از حمله به پرل هاربر از سمت خود برکنار شد. دریابد کیمل در اوایل ۱۹۴۲ بازنشسته شد. در سال ۱۹۹۹ مجلس سنای آمریکا رأی به اعادهٔ چهار ستارهٔ وی داد با این حال رئیس جمهور وقت بیل کلینتون و رئیس جمهورهای بعدی به این رأی عمل نکردند.